# Lepadella glossa
Lepadella glossa är en hjuldjursart som beskrevs av Wulfert 1960. Lepadella glossa ingår i släktet Lepadella och familjen Lepadellidae. Inga underarter finns listade i Catalogue of Life.